# Kraftwerk Werdohl-Elverlingsen
Das Kraftwerk Werdohl-Elverlingsen in Elverlingsen nahe Werdohl ist ein weitgehend stillgelegtes Mittel- und Spitzenlastkraftwerk der Mark-E, das seit 2018 als Standort eines Batterie-Speicherkraftwerkes genutzt wird. Seit 2002 wird auf dem Gelände auch eine Wirbelschichtfeuerungsanlage (WFA) zur Verbrennung von Klärschlamm betrieben.
Das Kraftwerk liegt an der Lenne, aus der Kühlwasser bezogen wurde. Die Befeuerung erfolgte mit Erdgas und Steinkohle. Das Kraftwerk Werdohl-Elverlingsen besteht seit 1912. Die zuletzt in Betrieb befindlichen Blöcke, die zusammen über eine Nennleistung von 693 Megawatt verfügten, entstanden zwischen 1971 und 1982.

## Blöcke
Das Kraftwerk bestand aus zwei Steinkohle- und zwei Gud-Blöcken. Block E3 (186 MW) wurde 1971 errichtet, Block E4 (301 MW) 1982. Im Jahr 1975 wurden die Blöcke E1 und E2 errichtet, die als Gas- und Dampfturbinenanlagen mit jeweils 75 MW ausgeführt waren und 1999 bzw. 2003 für die Bereitstellung von Spitzenlaststrom und Regelenergie umgerüstet wurden. In den beiden Steinkohleblöcken wurden täglich etwa 4.500 Tonnen Steinkohle verstromt, die in Ganzzügen über die Schiene angeliefert wurden. Es wurden jährlich rund 2,2 Milliarden Kilowattstunden (2,2 TWh) an elektrischer Energie erzeugt.
Der Kamin des Block E3, der 1971 errichtet wurde, ist 200 Meter, der des Block E4, der 1982 errichtet wurde, 282 Meter hoch. Der Kühlturm hatte eine Höhe von 106 Metern.
Der Netzanschluss des Blocks E3 erfolgte auf der 110-kV-Hochspannungsebene und der der Blöcke E1/2 und E4 auf der 220-kV-Höchstspannungsebene in das Stromnetz des Betreibers Enervie AssetNetWork.

## Stilllegung und Folgenutzung
Im Juli 2012 wurde bekannt, dass die Enervie-Gruppe im Jahr 2014 den kohlebefeuerten Block E3 vom Netz nehmen wollte. Grund waren die nötigen Investitionen von etwa 20 Millionen Euro, die zu einem „kaum kalkulierbaren Risiko“ führen würden. Die Stilllegung erfolgte im April 2014.
Im Dezember 2017 wurden die verbleibenden Blöcke E1/2 zur vorläufigen und Block E4 zur endgültigen Stilllegung bei der Bundesnetzagentur angezeigt. Der mit Steinkohle betriebene Block E4 wurde Ende März 2018 stillgelegt. Weiterbetrieben wird hingegen die Wirbelschichtfeuerungsanlage zur Verbrennung von getrocknetem Klärschlamm.
Der Kühlturm des Kraftwerks wurde am 29. Februar 2024 durch das Unternehmen Sprengtechnik Liesegang gesprengt.
In 36 Betriebsjahren wurde der 310-MW-Block knapp 2.000 Mal gestartet, kam auf ca. 180.000 Betriebsstunden und war damit pro Jahr im Schnitt etwa 5.000 Stunden, also 60 % im Einsatz.

## Batterie-Speicherkraftwerk
Im Juni 2018 wurde auf dem Kraftwerksgelände ein Batterie-Speicherkraftwerk in Betrieb genommen, das Primärregelleistung mit 8,96 MW Leistung und 9,8 MWh Energie aus Elektroautobatterien bereitstellt. Nach Lünen und Hannover handelt es sich dabei um den dritten Großspeicher aus automobilen Batteriesystemen, den die Daimler AG und ihre Tochter Mercedes-Benz Energy GmbH in Deutschland ans Netz brachten. Insgesamt 1.920 Batteriemodule werden als „lebendes Ersatzteillager“ für die von 2012 bis 2015 gebaute dritte Elektro-smart-Generation gebündelt. Der regelmäßige Einsatz anstelle einer reinen Lagerung verhindert eine Tiefentladung der Akkus, die einen Funktionsverlust zur Folge hätte. Die Reaktionszeit liegt im Millisekundenbereich, womit der Speicher bei weitem schneller reagieren kann als konventionelle Kraftwerke. Rechtlich gefordert ist eine Reaktionszeit im Bereich von unter 30 Sekunden.

## Wirbelschichtfeuerungsanlage
Das Unternehmen Wirbelschichtfeuerungsanlage Elverlingsen GmbH (WFA E GmbH) mit Sitz in Werdohl wurde 1999 gegründet, um die Planung und Finanzierung sowie den Bau und Betrieb einer Wirbelschichtfeuerungsanlage für Steinkohle und Klärschlamm am Kraftwerksstandort Werdohl-Elverlingsen der Mark-E durchzuführen. An dem Unternehmen sind der Ruhrverband und die Mark-E je zur Hälfte beteiligt. Die Anlage hat eine installierte Leistung von 4 MW und kann jährlich bis zu 180.000 t entwässerten Klärschlamm verbrennen, wobei der Ruhrverband 60 % der Kapazität zur Entsorgung seiner eigenen Schlämme nutzt. Klärschlamm darf seit Inkrafttreten der TA Siedlungsabfall am 1. Juni 2005 nur noch nach einer thermischen Behandlung – wie beispielsweise durch die WFA in Elverlingsen – deponiert werden.
Die Anlage in Werdohl-Elverlingsen kann bis zu 25 Tonnen getrockneten Klärschlamm pro Stunde verbrennen, ist dabei aber auf die Hilfe eines so genannten „Stützbrennstoffes“ angewiesen. Seit Inbetriebnahme der Wirbelschichtfeuerungsanlage im Jahr 2002 bis zur Stilllegung der beiden Blöcke zur Steinkohleverbrennung im Jahr 2018 wurde Steinkohle als Stützbrennstoff genutzt. Danach wurde Braunkohle verwendet, welche per LKW nach Elverlingsen gefahren wurde. Anfang Mai 2024 erteilte die Bezirksregierung schließlich die Genehmigung, Tiermehl als Stützbrennstoff einzusetzen.
Am 29. Oktober 2018 wurde in Werdohl-Elverlingsen eine Pilotanlage der Firma Remondis Aqua Stoffstrom GmbH & Co. KG mit Sitz im westfälischen Lünen zur Rückgewinnung von Phosphorsäure aus Klärschlamm unter Verwendung des patentierten TetraPhos-Verfahrens in Betrieb genommen.